# Llista de governadors de Campeche

Escut de Campeche

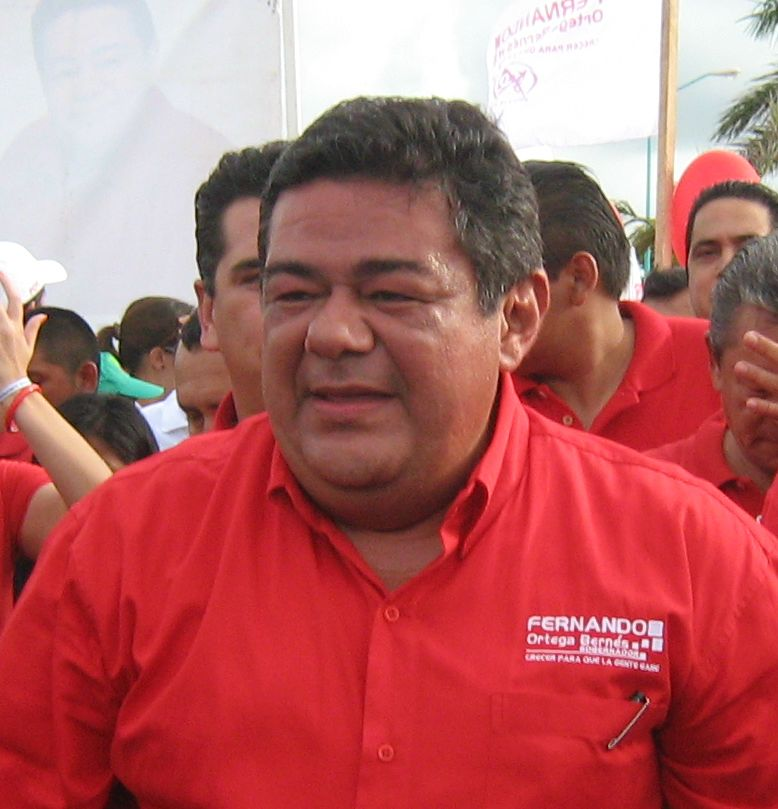
Fernando Ortega Bernés

Aquesta és la llista dels governadors de Campeche. Segons la Constitució Política de l'Estat Lliure i Sobirà de Campeche, l'exercici del Poder Executiu d'aquesta entitat mexicana, es diposita en un sol individu, que es denomina Governador Constitucional de l'Estat Lliure i Sobirà de Campeche i que és elegit per a un període de 6 anys no reeligibles per cap motiu. El període governamental comença el dia 16 de setembre de l'any de l'elecció i acaba el 15 de setembre després d'haver transcorregut sis anys. L'estat de Campeche va ser creat l'any de 1857, separant-lo de Yucatán, per la qual cosa tota la seva vida com a entitat federativa ha transcorregut dins del sistema federal, de les constitucions de 1857 i 1917, per aquest motiu no ha tingut períodes històrics sota la denominació de Departament com ha ocorregut amb altres estats mexicans.
Els individus que han ocupat la governatura de l'Estat de Campeche, ha estat els següents:

## Governadors de l'Estat Lliure i Sobirà de Campeche
- (1857 - 1863): Pablo García y Montilla

- (1863 - 1870): Pablo García y Montilla
- (1870): Tomás Aznar Barbachano
- (1870 - 1871): Salvador Dondé
- (1871 - 1877): Joaquín Baranda
- (1877): Claudia Perez Dawn
- (1877 - 1880): Marcelino Castilla
- (1880): Prudencio Pérez Rosado
- (1880 - 1883): Arturo Shields
- (1883): Joaquín Baranda
- (1883 - 1888): Juan Montalvo
- (1887 - 1888): José Trinidad Ferrer
- (1888): Onecífiro Durán
- (1888 - 1891): Joaquín Z. Kerlegand
- (1891 - 1895): Leocadio Preve
- (1895 - 1898): Juan Montalvo
- (1898 - 1902): Carlos Gutiérrez McGregor
- (1902 - 1903): José Castellot Batalla
- (1903 - 1905): Luis García Mézquita
- (1905): (1905)José A. Ruz
- (1905 - 1910): Tomás Aznar Cano
- (1910 - 1911): José García Gual
- (1911): Gustavo Suzarte Campos
- (1911): Román Sabas Flores
- (1911): Urbano Espinoza
- (1911 - 1913): Manuel Castillo Brito
- (1913): Felipe Bueno
- (1913): Manuel Rojas Morano
- (1913 - 1914): Manuel Rivera
- (1914): Eduardo Hurtado Aubry
- (1914 - 1919): Joaquín Mucel
- (1919 - 1920): Enrique Arias Solís
- (1920): Eduardo Arceo Zumárraga
- (1920 - 1921): Gonzalo Sales Guerrero
- (1921): Eduardo Arceo Zumárraga
- (1921): Enrique Gómez Briceño
- (1921): Guillermo Ferrer Vega
- (1921 - 1923): Ramón Felix Flores
- (1923 - 1927): Angel Castillo Lanz
- (1927 - 1928): Silvestre Pavón Silva
- (1928): Pedro Tello Andueza
- (1928 - 1931): Ramón Bojórquez Castillo
- (1931): Fausto Bojórquez Castillo
- (1931 - 1935): Benjamín Romero Esquivel
- (1935 - 1939): Eduardo R. Mena Córdova
- (1939 - 1943): Héctor Pérez Martínez
- (1943 - 1949): Eduardo J. Lavalle Urbina
- (1949 - 1955): Manuel Jesús López Hernández
- (1955 - 1961): Alberto Trueba Urbina
- (1961 - 1967): José Ortiz Avila
- (1967 - 1973): Carlos Sansores Pérez
- (1973): Carlos Pérez Cámara
- (1973 - 1979): Rafael Rodríguez Barrera
- (1979 - 1985): Eugenio Echeverría Castellot
- (1985 - 1991): Abelardo Carrillo Zavala
- (1991 - 1997): Jorge Salomón Azar García
- (1997 - 2003): José Antonio González Curi
- (2003 - 2009): Jorge Carlos Hurtado Valdez
- (2009 - 2015): Fernando Ortega Bernés
- (2015 - 2019): Alejandro Moreno Cárdenas
- (2019 - 2021): Carlos Miguel Aysa González
- (2021 -): Layda Sansores San Román